# Bushido (rapper)
Bushido o Sonny Black, pseudonimi di Anis Mohamed Youssef Ferchichi (Bonn, 28 settembre 1978) è un rapper, produttore discografico e imprenditore tedesco.
Il suo stile è fortemente influenzato dal Gangsta rap americano. Il nome d'arte "Bushido" è stato preso dal giapponese e significa La via del guerriero. È il proprietario della Label indipendente ersguterjunge.

## Gioventù
Anis, figlio di padre tunisino, che ha conosciuto solo all'età di 26 anni, e madre tedesca, con la quale è cresciuto a Berlino nel distretto di Tempelhof. Anis ha frequentato il Ginnasio di Berlino, che però abbandona dopo l'undicesima classe. Dopo aver lasciato la scuola si dà alla strada e accumula molte accuse per possesso di droga e vandalismo. Un giudice gli impone di scontare una pena eseguendo i servizi sociali, o alternativamente scontando la pena in un carcere minorile. Durante i servizi sociali come imbianchino conosce, quello che poi avrebbe fatto parte del suo gruppo Aggro Berlin, Fler. Attraverso i Graffiti (visibili anche in diversi video musicali) il rapper berlinese si avvicina all'Hip hop. Disegnando sotto lo pseudonimo di "Fuchs (volpe)" con diverse crew gli SCC (South Central Cartel), ES (Esoterics) e DMK (Dark Mindz Klique). Vader degli DMK lo porta poi definitivamente nel mondo del Rap.
Dopo essersi fatto strada tra i migliori rapper della Germania lo diventa lui stesso e anche tra i più ricchi.

## Carriera musicale
Nel 1999 inizia la sua carriera musicale. Il suo primo lavoro è con Frauenarzt e King Orgasmus per l'etichetta I Luv Money Records. Bushido durante la sua carriera collabora più volte con Frauenarzt dei Die Atzen suo amico di sempre. L'ultima collaborazione risale al 2012 nell'album AMYF nella canzone "Sudrapstarz 2".È un continuo della canzone "Sudrapstars" uscita nel 1999 nel primo mixtape di Bushido sempre insieme a Frauenarzt. Poco tempo dopo registra il suo primo album King of KingZ che viene pubblicato in musicassetta. Questo lo spinge a produrre qualcosa con gli Aggro Berlin, dove ha lavorato con Sido, B-Tight e Fler. L'album viene rimesso in commercio su CD nel 2003 col nome King of KingZ (Digital Remastered) e nel 2004 come King of KingZ 2004 Edition con la presenza di alcuni remix. Nel 2002 ha lanciato l'album Carlo, Cokxxx, Nutten sotto lo pseudonimo di Sonny Black, in esso Anis lavora con Fler. Il nome dimostra la sua influenza da parte degli Stati Uniti, infatti nel paese Sonny Black era il soprannome del noto capo della famiglia mafiosa Bonanno, Dominick Napolitano.
Nel 2003 lancia il suo album da solista Vom Bordstein bis zur Skyline. Quest'album ha un enorme successo tanto che ancora oggi è considerato un album portante per l'underground.
A causa della differenza artistica riguardante il suo futuro da solista, lascia gli Aggro Berlin nell'estate del 2004 e firma un contratto con la Urban/Universal. Nel 2004, insieme a DJ Ilan, produce un remix di una canzone del gruppo metal Rammstein, "Amerika". Nell'ottobre 2004 rilascia il suo quarto album Electro Ghetto che giunge sesto nella classifica tedesca. Il 4 aprile 2005 rilascia il suo terzo Collabo album in due anni e mezzo, Carlo, Cokxxx, Nutten II, usando ancora l'alter ego Sonny Black e lavorando con Baba Saad (suo cugino) per rimpiazzare Fler.
Il 30 luglio 2005 durante un party a Linz in Austria dopo che aveva scoperto che gli pneumatici della sua auto erano stati squarciati, lui e due dei bodyguard ebbero un diverbio con un ragazzo austriaco di 19 anni, il quale andò via con una grave ferita alla testa. Bushido accusò il ragazzo di avergli tagliato gli pneumatici della sua BMW serie 7. Bushido passò 15 giorni in prigione prima di pagare la cauzione di 100.000 €. Egli concluse la cosa pagando al governo austriaco 20.000 € e altri 1.000 € al ragazzo. È durante questo periodo che divenne molto conosciuto a causa di altri problemi legali.
Verso la fine del 2005 esce il suo nuovo album da solista Staatsfeind Nr. 1 che fu premiato per la seconda volta consecutiva in Germania col disco d'oro. Agli inizi di settembre del 2006 viene lanciato il suo nuovo lavoro discografico, Von der Skyline zum Bordstein zurück che fu premiato in Germania con un disco di platino avendo venduto oltre 200.000, copie rendendolo il miglior rapper tedesco di tutti i tempi. L'album venne premiato in Austria con il disco d´oro.
Gli ammiratori di Bushido includono sia gli immigrati che i tedeschi. Egli è spesso criticato per i suoi testi a sfondo sessuale, razzista e nazionalista. Le controversie sono ingrandite dal verso: “salutiert, steht stramm, ich bin der Leader wie A” (salutate, state sull'attenti, io sono il leader come A). La A è stata interpretata da molti come un riferimento ad Adolf Hitler. Secondo Bushido “salutiert, steht stramm, ich bin der Leader wie A” è una citazione da una canzone di Azad e la A sta per Azad.
Il 31 agosto 2007 è uscito il suo album 7 vendendo oltre 200.000+ copie in Germania, dove ha vinto il disco di platino. Anche in Austria venne premiato l'album con un disco d´oro. Heavy Metal Payback apparve nell'ottobre del 2008. Anche questo album raggiunse il 1º Posto nella Media Control Charts in Germania. Così, raggiunse Bushido per la seconda volta nella sua carriera il salto al 1º Posto. L'album fu premiato in Germania e in Austria con un disco d'oro.
A partire dal 4 febbraio 2010 in tutte le sale cinematografiche della Germania, è uscito il film biografico che racconta la sua vita Zeiten ändern Dich. L'album Zeiten Ändern Dich che fu pubblicato 2 settimane dopo, fu premiato con un disco d´oro. Il 13 maggio del 2011 è uscito il decimo album da solista Jenseits von Gut und Böse. L'album raggiunse il 1º Posto nella Media Control Charts in Germania, Austria e Svizzera. Un traguardo raggiunto per la prima volta nella sua carriera.
Il 15 agosto del 2011 viene annunciato in un sito internet Hip Hop tedesco che Sido e Bushido pubblicheranno il 14 ottobre 2011 un Collabo album. Per molti fans già viene visto come l'album del´anno. Il 6 agosto del 2012 Bushido stesso ha annunciato, tramite il suo sito ufficiale, che il 12 ottobre verrà pubblicato il suo nono album da studio dal titolo AMYF.

## Violazioni dei diritti d'autore
Ai primi di Novembre 2007 fu reso noto che Bushido - per la sua track „Mittelfingah“, registrata nel 2001 con King Orgasmus e Bass Sultan Hengzt - aveva copiato un "sample" della canzone „Mourning Palace“ della Dark-Metal-Band norvegese "Dimmu Borgir", senza informare i membri del gruppo. In seguito al Processo, Bushido venne condannato al risarcimento danni per violazione dei diritti d'autore.
http://www.netzeitung.de/entertainment/music/796991.html Archiviato il 2 novembre 2007 in Internet Archive.
La band "Nox Arcana" ha intrapreso azioni legali contro Bushido per un caso simile. Si tratta delle canzone "Blaues Licht", "Kurt CObain" e "Weißt du?" (album "Von der Skyline zum Bordstein zurück"). Bushido avrebbe attinto musica dai pezzi originali "Beyond Midnight", No Restfor the Wicked" e "Cthulhu Rising“ senza autorizzazione.
la Gothic-Band francese Dark Sanctuary ha fatto causa a Bushido, di aver usato musica loro in otto tracce dell'album "Von der Skyline zum Bordstein zurück". Il 23 marzo 2010 il tribunale regionale di Amburgo ha riconosciuto copie in 13 canzoni di Bushido e lo ha condannato a un primo risarcimento di 63.000 Euro. la somma complessiva si sarà computata sulla base delle copie vendute. Tutti i CD e file musicali, contenenti i pezzi incriminati, non possono essere più veduti (in quanto illegali) e devono essere ritirati dal mercato, sempre secondo la sentenza del tribunale.
http://www.tagesspiegel.de/berlin/Bushido-Urheberrecht;art270,3064732
http://www.spiegel.de/kultur/musik/0,1518,685251,00.html
https://www.taz.de/1/leben/musik/artikel/1/die-hegemann-des-hip-hop/

## Discografia

### Demo
| Anno | Titolo        | Posizione massima | Posizione massima | Posizione massima | Nota                                                                                         |
| Anno | Titolo        | GER               | AT                | CH                | Nota                                                                                         |
| ---- | ------------- | ----------------- | ----------------- | ----------------- | -------------------------------------------------------------------------------------------- |
| 1999 | Demotape      | -                 | -                 | -                 |                                                                                              |
| 2001 | King of KingZ | 55                | -                 | -                 | entrato nella Media Control Charts dopo essere stato ripubblicato nel 2005. vendite: +15.000 |

### Album studio
| Anno | Titolo                               | Posizione massima | Posizione massima | Posizione massima | Nota |
| Anno | Titolo                               | GER               | AT                | CH                | Nota |
| ---- | ------------------------------------ | ----------------- | ----------------- | ----------------- | --- |
| 2003 | Vom Bordstein bis zur Skyline        | 88                | -                 | -                 | Dal 2005 censurato dalla BPjM.                                                                              |
| 2004 | Electro Ghetto                       | 6                 | 63                | 81                | Dal 2006 censurato dalla BPjM. vendite: +100.000                                                            |
| 2005 | Staatsfeind Nr. 1                    | 4                 | 13                | 32                | vendite: +100.000                                                                                           |
| 2006 | Von der Skyline zum Bordstein zurück | 2                 | 3                 | 15                | Dal 2010 non può più essere distribuito e venduto per la violazioni dei diritti d'autore. vendite: +210.000 |
| 2007 | 7                                    | 1                 | 2                 | 2                 | vendite: +220.000                                                                                           |
| 2008 | Heavy Metal Payback                  | 1                 | 2                 | 2                 | vendite: +110.000                                                                                           |
| 2010 | Zeiten ändern dich                   | 2                 | 1                 | 3                 | vendite: +110.000                                                                                           |
| 2011 | Jenseits von Gut und Böse            | 1                 | 1                 | 1                 | |
| 2012 | AMYF                                 | 1                 | 2                 | 1                 | |

### Album in collaborazione
| Anno | Titolo                                                       | Posizione massima | Posizione massima | Posizione massima | Nota              |
| Anno | Titolo                                                       | GER               | AT                | CH                | Nota              |
| ---- | ------------------------------------------------------------ | ----------------- | ----------------- | ----------------- | ----------------- |
| 1998 | 030 Squad - Westberlin Represent (con King Orgasmus & Vader) | -                 | -                 | -                 |                   |
| 2002 | Carlo, Cokxxx, Nutten (con Fler)                             | -                 | -                 | -                 |                   |
| 2005 | Carlo, Cokxxx, Nutten II (con Baba Saad)                     | 3                 | 22                | -                 |                   |
| 2009 | Carlo, Cokxxx, Nutten 2 (con Fler)                           | 3                 | 5                 | 9                 |                   |
| 2010 | Berlins Most Wanted (con Fler & Kay One)                     | 2                 | 3                 | 3                 |                   |
| 2011 | 23 (con Sido)                                                | 3                 | 3                 | 1                 | vendite: +110.000 |

### Sampler
| Anno | Titolo                                                                  | Posizione massima | Posizione massima | Posizione massima | Nota |
| Anno | Titolo                                                                  | GER               | AT                | CH                | Nota |
| ---- | ----------------------------------------------------------------------- | ----------------- | ----------------- | ----------------- | --- |
| 2001 | I Luv Money (ILM Sampler Vol. 1) ---> I Luv Money Records               | -                 | -                 | -                 | |
| 2002 | Aggro Ansage Nr. 1 ---> Aggro Berlin                                    | -                 | -                 | -                 | |
| 2002 | Aggro Ansage Nr. 2 ---> Aggro Berlin                                    | -                 | -                 | -                 | |
| 2003 | Aggro Ansage Nr. 3 ---> Aggro Berlin                                    | -                 | -                 | -                 | vendite: +60.000                                                                                         |
| 2006 | Ersguterjunge Sampler 1 - Nemesis ---> ersguterjunge                    | 4                 | 26                | 64                | |
| 2006 | Ersguterjunge Sampler 2 - Vendetta ---> ersguterjunge                   | 7                 | 20                | 84                | Dal 2010 non può più essere distribuito e venduto per violazioni dei diritti d'autore. vendite: +100.000 |
| 2007 | Ersguterjunge Sampler 3 - Alles Gute kommt von unten ---> ersguterjunge | 8                 | 15                | 16                | |

### Mixtapes
- 2003: New Kidz on the Block (con Fler)

## Raccolte
| Anno | Titolo    | Posizione massima | Posizione massima | Posizione massima |
| Anno | Titolo    | GER               | AT                | CH                |
| ---- | --------- | ----------------- | ----------------- | ----------------- |
| 2007 | Das Beste | 27                | 30                | 68                |

## Live / DVD
| Anno | Titolo                                     | Posizione massima | Posizione massima | Posizione massima |
| Anno | Titolo                                     | GER               | AT                | CH                |
| ---- | ------------------------------------------ | ----------------- | ----------------- | ----------------- |
| 2006 | Deutschland, gib mir ein Mic!              | 10                | 37                | 68                |
| 2008 | 7 Live                                     | 3                 | 37                | 76                |
| 2009 | Heavy Metal Payback Live                   | 5                 | 47                | -                 |
| 2009 | Carlo, Cokxxx, Nutten II DVD               | -                 | -                 | -                 |
| 2010 | Zeiten ändern Dich - Live durch Europa DVD | 9                 | 3                 | 5                 |

### Singoli
| Anno | Titolo                                                                          | Classifica singoli | Classifica singoli | Classifica singoli | nota                                                                                     |
| Anno | Titolo                                                                          | GER                | AT                 | CH                 | nota                                                                                     |
| ---- | ------------------------------------------------------------------------------- | ------------------ | ------------------ | ------------------ | ---------------------------------------------------------------------------------------- |
| 2003 | Bei Nacht Vom Bordstein bis zur Skyline                                         | –                  | –                  | –                  |                                                                                          |
| 2003 | Gemein wie 10 Vom Bordstein bis zur Skyline                                     | –                  | –                  | –                  |                                                                                          |
| 2004 | Electro Ghetto                                                                  | 31                 | –                  | –                  |                                                                                          |
| 2004 | Nie wieder Electro Ghetto                                                       | 53                 | –                  | –                  |                                                                                          |
| 2005 | Hoffnung stirbt zuletzt Electro Ghetto                                          | 29                 | –                  | –                  | feat. Cassandra Steen                                                                    |
| 2005 | Nie ein Rapper Carlo, Cokxxx, Nutten II                                         | 24                 | –                  | –                  | feat. Baba Saad                                                                          |
| 2005 | Endgegner Staatsfeind Nr. 1                                                     | 13                 | 48                 | –                  |                                                                                          |
| 2006 | Augenblick Staatsfeind Nr. 1                                                    | 17                 | 42                 | –                  |                                                                                          |
| 2006 | Von der Skyline zum Bordstein zurück                                            | 14                 | 34                 | –                  |                                                                                          |
| 2006 | Sonnenbank Flavour Von der Skyline zum Bordstein zurück                         | 15                 | 25                 | –                  |                                                                                          |
| 2006 | Vendetta Vendetta - ersguterjunge Sampler 2                                     | 32                 | 53                 | –                  | con Baba Saad, D-Bo, Chakuza & Billy13                                                   |
| 2007 | Janine Von der Skyline zum Bordstein zurück                                     | 23                 | 35                 | –                  | Dal 2010 non può più essere distribuito e venduto per la violazioni dei diritti d'autore |
| 2007 | Alles verloren 7                                                                | 4                  | 3                  | 22                 |                                                                                          |
| 2007 | Reich mir nicht deine Hand 7                                                    | 23                 | 28                 | –                  |                                                                                          |
| 2007 | Alles Gute kommt von unten Alles gute kommt von unten - ersguterjunge Sampler 3 | 57                 | 68                 | –                  | con Chakuza & Kay One                                                                    |
| 2008 | Ching Ching Heavy Metal Payback                                                 | 9                  | 16                 | 54                 |                                                                                          |
| 2008 | Für immer jung Heavy Metal Payback                                              | 5                  | 15                 | 70                 | feat. Karel Gott, Vendite: 150.000+                                                      |
| 2009 | Kennst du die Stars Heavy Metal Payback                                         | 44                 | –                  | –                  | feat. Oliver Pocher                                                                      |
| 2009 | Eine Chance/Zu Gangsta Carlo, Cokxxx, Nutten II                                 | 26                 | 26                 | –                  | con Fler                                                                                 |
| 2010 | Alles wird gut Zeiten Ändern Dich                                               | 10                 | 12                 | 20                 |                                                                                          |
| 2010 | Fackeln im Wind                                                                 | 6                  | 52                 | –                  | con Kay One                                                                              |
| 2010 | Zeiten ändern dich Zeiten ändern Dich                                           | –                  | –                  | 63                 | Solo Digitale                                                                            |
| 2010 | Berlins Most Wanted                                                             | 31                 | 57                 | –                  | con Fler & Kay One                                                                       |
| 2011 | Vergiss mich Jenseits von Gut und Böse                                          | 19                 | 26                 | 34                 | feat. J-Luv                                                                              |
| 2011 | Wie ein Löwe Jenseits von Gut und Böse                                          | –                  | 31                 | –                  | esclusivamente su iTunes                                                                 |
| 2011 | Das ist Business Jenseits von Gut und Böse                                      | –                  | 60                 | –                  | feat. Kay One, esclusivamente su iTunes                                                  |
| 2011 | Wärst du immer noch hier? Jenseits von Gut und Böse                             | 44                 | 48                 | 68                 | esclusivamente su iTunes                                                                 |
| 2011 | So mach ich es 23                                                               | 23                 | 32                 | 37                 | con Sido                                                                                 |
| 2011 | Erwachsen sein 23                                                               | 29                 | 29                 | –                  | con Sido feat. Peter Maffay                                                              |
| 2012 | Kleine Bushidos AMYF                                                            | 45                 | 46                 | 52                 | solo digitale                                                                            |
| 2012 | Lass mich allein AMYF                                                           | 61                 | 52                 | 34                 | solo digitale                                                                            |
| 2012 | Theorie & Praxis AMYF                                                           | –                  | –                  | –                  | feat. JokA, solo digitale                                                                |
| 2013 | Panamera Flow AMYF                                                              | 51                 | –                  | –                  | feat. Shindy                                                                             |

### Altre Pubblicazioni
| Anno | Titolo                         | Artista                                                                                      | Album                              |
| ---- | ------------------------------ | -------------------------------------------------------------------------------------------- | ---------------------------------- |
| 2000 | Kingz Live                     | King Orgasmus (feat. Bushido)                                                                | Es gibt kein Battle                |
| 2000 | SüdRapStarz                    | King Orgasmus (feat. Bushido & Frauenarzt)                                                   | Es gibt kein Battle                |
| 2001 | Keine Liebe                    | D-Bo (feat. Bushido)                                                                         | Deutscha Playa                     |
| 2001 | Ein Tag mit BMW                | D-Bo (feat. Bushido & Bass Sultan Hengzt)                                                    | Deutscha Playa                     |
| 2001 | Lautlos und unausweichlich     | D-Bo (feat. Bushido)                                                                         | Deutscha Playa                     |
| 2001 | Mein Penis ist ein Blutegel    | King Orgasmus (feat. Bushido)                                                                | Tag der Abrechnung                 |
| 2001 | Gangster Gangster              | King Orgasmus (feat. Die Sekte, FDS, Bushido, Tequal, Unterleib Dynamo, & Bass Sultan Hengz) | Tag der Abrechnung                 |
| 2002 | Shady!!!                       | King Orgasmus (feat. Bushido)                                                                | Mein Kampf – Musik für Männer      |
| 2002 | Wir benutzen Parfüm            | King Orgasmus (feat. Dent, Bass Sultan Hengzt & Bushido)                                     | Mein Kampf – Musik für Männer      |
| 2003 | Plan B                         | B-Tight (feat. Bendt, Sido & Bushido                                                         | Der Neger (in mir)                 |
| 2004 | Aussenseiter                   | MC Bogy (feat. Bushido & Rako)                                                               | Der Atzenkeeper                    |
| 2004 | Kopf hoch                      | Azad (feat. Jonesmann & Bushido)                                                             | Der Bozz (Remix)                   |
| 2004 | Amerika (Electro Ghetto Remix) | Rammstein (feat. Bushido)                                                                    | Reise, Reise                       |
| 2005 | Worldwide                      | Strap (feat. Bushido)                                                                        | Los Anarchy Chaosfornia            |
| 2005 | Großstadtdschungel             | Bass Sultan Hengzt (feat. Bushido)                                                           | Rap braucht immer noch kein Abitur |
| 2006 | Chakuza (Remix)                | Chakuza (feat. Bushido)                                                                      | Suchen & Zerstören                 |
| 2006 | Gheddo                         | Eko Fresh (feat. Bushido)                                                                    | Hart(z) IV                         |
| 2006 | Prost auf dich                 | Baba Saad (feat. Bushido)                                                                    | Das Leben ist Saad                 |
| 2006 | Carlo Cokxxx Nutten Flavor     | Baba Saad (feat. Bushido)                                                                    | Das Leben ist Saad                 |
| 2007 | Eure Kinder                    | Chakuza (feat. Bushido)                                                                      | City Cobra                         |
| 2007 | Geben und Nehmen               | Nyze (feat. Bushido & Chakuza)                                                               | Geben & Nehmen                     |
| 2007 | Ring frei!                     | Eko Fresh (feat. Bushido)                                                                    | Ekaveli                            |
| 2008 | Regen                          | Baba Saad (feat. Bushido)                                                                    | Saadcore                           |
| 2008 | Drei                           | Baba Saad (feat. Bushido & D-Bo)                                                             | Saadcore                           |
| 2008 | La Familia                     | Baba Saad (feat. Bushido & Kay One)                                                          | Saadcore                           |
| 2008 | Unter der Sonne                | Chakuza (feat. Bushido)                                                                      | Unter der Sonne                    |
| 2008 | Wolkenkratzer                  | King Zaza (feat. Bushido)                                                                    | Multikriminell                     |
| 2009 | Ein letztes mal                | Nyze (feat. Bushido)                                                                         | Amnezia                            |
| 2010 | Style & das Geld               | Kay One (feat. Bushido)                                                                      | Kenneth allein zu Haus             |
| 2010 | Du fehlst mir                  | Kay One (feat. Bushido)                                                                      | Kenneth allein zu Haus             |
| 2010 | Blaulicht bei Nacht            | Fler (feat. Bushido)                                                                         | Flersguterjunge                    |
| 2010 | Flersguterjunge                | Fler (feat. Bushido)                                                                         | Flersguterjunge                    |
| 2010 | Das alles ist Deutschland      | Fler (feat. Bushido & Sebastian Krumbiegel)                                                  | Flersguterjunge                    |
| 2010 | Mit dem BMW                    | Fler (feat. Bushido)                                                                         | Flersguterjunge                    |
| 2012 | Lagerfeld Flow                 | Kay One (feat. Bushido & Shindy)                                                             | Prince of Belvedair                |
| 2012 | Boss                           | Kay One (feat. Bushido)                                                                      | Prince of Belvedair                |
| 2012 | Diese Zwei                     | Eko Fresh (feat. Bushido)                                                                    | Ek to the Roots                    |
| 2012 | Hooo                           | Moses Pelham (feat. Jan Delay, Sido, Bushido, Azad & Kool Savas)                             | Geteiltes Leid 3                   |

### Freetracks
- 2002: Jungzz im Viertel (Bushido & F.A.T. Crew)
- 2004: Out for Fame  (Bushido & Mr. Flipstar)
- 2004: Gegensätze ziehen sich an (Bushido & Eko Fresh)
- 2004: Mitten ins Gesicht
- 2005: FlerRäter (Bushido & Eko Fresh) (Dissing verso Fler)
- 2006: Es ist ok (Bushido & Nyze)
- 2006: Kein Ausweg (Bushido, Chakuza & Bizzy Montana)
- 2006: 11. September
- 2006: H.E.N.GZT (Dissing verso Bass Sultan Hengzt)
- 2008: S.I.D.O. (Bushido & Kay One (Dissing verso Sido)
- 2010: Für immer Jung (Versione 2010)
- 2012: Double Dragon (Bushido & Eko Fresh)

## Filmografia
- Zeiten ändern Dich (2010)

## Premi e riconoscimenti
Comet:
- 2007: nella categoria „Miglior Artista“
- 2008: nella categoria „Miglior Artista“

Echo:
- 2006: nella categoria „Live-Act Nazionale“
- 2007: nella categoria „Hip-Hop/R&B Nazionale“
- 2008: nella categoria „Hip-Hop/R&B Nazionale“
- 2008: nella categoria „Live-Act Nazionale“
- 2012: nella categoria „Miglior Video“ (So mach ich es) ---> (Singolo)

Europe Music Award:
- 2006: nella categoria „Best German Act“
- 2007: nella categoria „Best German Act“

BRAVO Otto:
- 2005: Argento nella categoriae „HipHop Nazionale“
- 2007: Oro nella categoriae „HipHop Nazionale“
- 2009: Oro nella categoriae „Supersänger international“

Tape d´oro:
- 2007: 20 volte al primo posto col video „Von der Skyline zum Bordstein zurück“ nella MTV-Show TRL ---> (Singolo)

Juice-Awards:
- 2005: 1º posto nella categoria „Album National“ (Staatsfeind Nr. 1) ---> (Album)
- 2005: 1º posto nella categoria „Miglior Website“ (www.kingbushido.de) ---> (Website)
- 2006: 1º posto nella categoria „Live Performance Nazionale“
- 2006: 1º posto nella categoria „Rap Solokünstler Nazionale“
- 2006: 1º posto nella categoria „Video Nazionale“ (Sonnenbank Flavour) ---> (Singolo)
- 2006: 1º posto nella categoria „Singolo Nazionale“ (Von der Skyline zum Bordstein zurück) ---> (Singolo)
- 2008: 1º posto nella categoria „Solokünstler National“
- 2008: 1º posto nella categoria „Produttore Nazionale“
- 2008: 1º posto nella categoria „Live Performance National“
- 2008: 1º posto nella categoria „Miglior Cover“ (Heavy Metal Payback) ---> (Album)
- 2008: 1º posto nella categoria „Album Nazionale“ (Heavy Metal Payback) ---> (Album)
- 2008: 1º posto nella categoria „Video Nazionale“ (Für immer jung, feat. Karel Gott) ---> (Singolo)
- 2008: 1º posto nella categoria „Singolo Nazionale“ (Für immer jung, feat. Karel Gott) ---> (Singolo)

Xpress-Awards:
- 2006: Pinguino d´oro nella categoria „Miglior rapper dell´anno“

GQ-Awards:
- 2010: Man of the Year 2010 nella categoria „Musik national“

Bambi-Awards:
- 2011: „Premio d´integrazione“

Disco d´oro in Germania:
- 2004: Electro Ghetto ---> (Album)
- 2005: Staatsfeind Nr. 1 ---> (Album)
- 2006: Deutschland, gib mir ein Mic! ---> (DVD)
- 2006: Von der Skyline zum Bordstein zurück ---> (Album)
- 2006: Vendetta - ersguterjunge Sampler 2 ---> (Sampler)
- 2007: 7 ---> (Album)
- 2008: Heavy Metal Payback ---> (Album)
- 2010: Zeiten Ändern Dich ---> (Album)
- 2011: 23 ---> (Album)

Disco d´oro in Austria:
- 2006: Von der Skyline zum Bordstein zurück ---> (Album)
- 2007: 7 ---> (Album)
- 2008: Heavy Metal Payback ---> (Album)
- 2011: 23 ---> (Album)

Disco di platino in Germania:
- 2006: Von der Skyline zum Bordstein zurück ---> (Album)
- 2007: 7 ---> (Album)